# روبرت ستانتون
روبرت ستانتون (بالإنجليزية: Robert Stanton)‏ (15 أبريل 1972 في أستراليا - ) هو لاعب كرة قدم أسترالي في مركز الدفاع. شارك مع منتخب أستراليا تحت 17 سنة لكرة القدم ومنتخب أستراليا تحت 20 سنة لكرة القدم. أما مع النوادي، فقد لعب مع سيدني إف سي وسيدني تايغرز وماركوني ستاليونز ونادي سيدني يونايتد 58 ووولونغونغ.

## وصلات خارجية
- روبرت ستانتون على موقع قاعدة بيانات كرة القدم.إي يو (الإنجليزية)